# Орхон, Орхан Сейфи
Орхан Сейфи Орхон (тур. Orhan Seyfi Orhon, 23 октября 1890 — 22 августа 1972) — турецкий поэт

## Биография
Родился в 1890 году в семье полковника Мехмет Эмин-бея и его жены Нимет-ханум. Учился в учебных заведениях Ченгелькёя, Хавузбаши, Мерджана и Бейлербейи.